# Храм-усыпальница русских воинов (Сан-Стефано)
Храм-усыпальница русских воинов — православный храм-памятник, построенный в 1898 году в константинопольском пригороде Сан-Стефано (ныне стамбульский район Ешилькёй). В храме находилась усыпальница русских воинов, погибших во время русско-турецкой войны 1877—1878 годов. В 1914 году храм был взорван. Снос заснят на киноплёнку известным турецким кинематографистом Фуатом Узкынаем, что считается рождением турецкого кинематографа. Существуют планы восстановления храма.

## История

### Строительство
Русско-турецкая война 1877—1878 годов завершилась 19 февраля (3 марта) 1878 года подписанием Сан-Стефанского мирного договора. Для увековечения Сан-Стефанского мира и устройства братской могилы русских воинов было решено построить храм-усыпальницу. Разрешение на строительство храма в Сан-Стефано турецкие власти дали в 1893 году. В 1894 году на месте бывшего русского военного лазарета началось строительство храма-памятника. Автором проекта храма был архитектор В. В. Суслов, надзор за строительством осуществлял военный агент при российском посольстве в Османской империи полковник Н. Н. Пешков.
6 (18) декабря 1898 год, в день тезоименитства императора Николая II, состоялась торжественная церемония открытия. Храм освятил настоятель российской посольской церкви в Константинополе архимандрит Борис (Плотников). Присутствовали бывший патриарх Иерусалимский Никодим, великий князь Николай Николаевич Младший, офицеры русской армии, члены русского посольства и высшие османские сановники.
В крипте храма было похоронено около 5 тысяч русских солдат, погибших на русско-турецкой войне. Ещё около 5 тысяч солдат было похоронено на кладбище рядом с храмом. Собственного причта храм не имел, в нём служили приезжавшие из Константинополя монахи: с 1900 года — иеромонах Павел, с 1913 года — архимандрит Иона (Вуколов).

### Снос

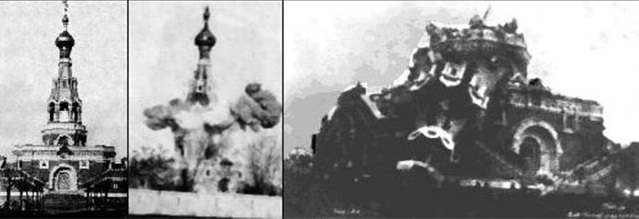
Разрушение храма-памятника

В начале ноября 1914 года Османская империя вступила в Первую мировую войну в составе Центральных держав. Сразу после этого встал вопрос о сносе храма-памятника в Сан-Стефано, как символа позора Турции. Процесс сноса было решено заснять на киноплёнку, чтобы использовать этот фильм в военной пропаганде. К съёмкам сначала хотели привлечь австрийскую компанию Sacha Master Gesall, но в итоге решили, что такой фильм лучше снимать без помощи иностранцев.
14 ноября (27 ноября) 1914 года в 8 часов 30 минут храм был взорван при большом скоплении народа. Деревянные фрагменты памятника были сожжены. На развалинах установили турецкие флаги. Процесс сноса запечатлел на киноплёнку офицер запаса Фуат Узкынай, ранее занимавшийся любительской киносъёмкой. Фильм «Разрушение русского памятника в Сан-Стефано» стал первым в истории турецкого кинематографа.
По некоторым данным, перед сносом ценности из храма были переданы русским монахам. Колокола были переданы константинопольскому военному музею. После сноса на территории храма-памятника разместилась воинская часть.

### Планы восстановления
Чертежи и план храма сохранились до нашего времени. Холм, где он стоял, остался не застроенным, так что существует возможность восстановления памятника.

Крест разрушенной русской церкви в Сан-Стефано, Стамбул. Национальный исторический музей, София, Болгария.

В декабре 2012 года во время встречи премьер-министра Турции Эрдогана и Президента России Владимира Путина было подписано «Соглашение между Правительством Российской Федерации и Правительством Турецкой Республики о местах российских захоронений на территории Турецкой Республики и турецких захоронений на территории Российской Федерации», по которому турецкая сторона соглашалась на воссоздание храма-памятника. В феврале 2013 года на заседании Московского областного отделения Императорского православного палестинского общества была создана рабочая группа, которая занялась вопросами восстановления памятника. В апреле 2016 года комиссия по национальной обороне парламента Турции дала согласие на восстановление храма-памятника.

## Архитектура и оформление

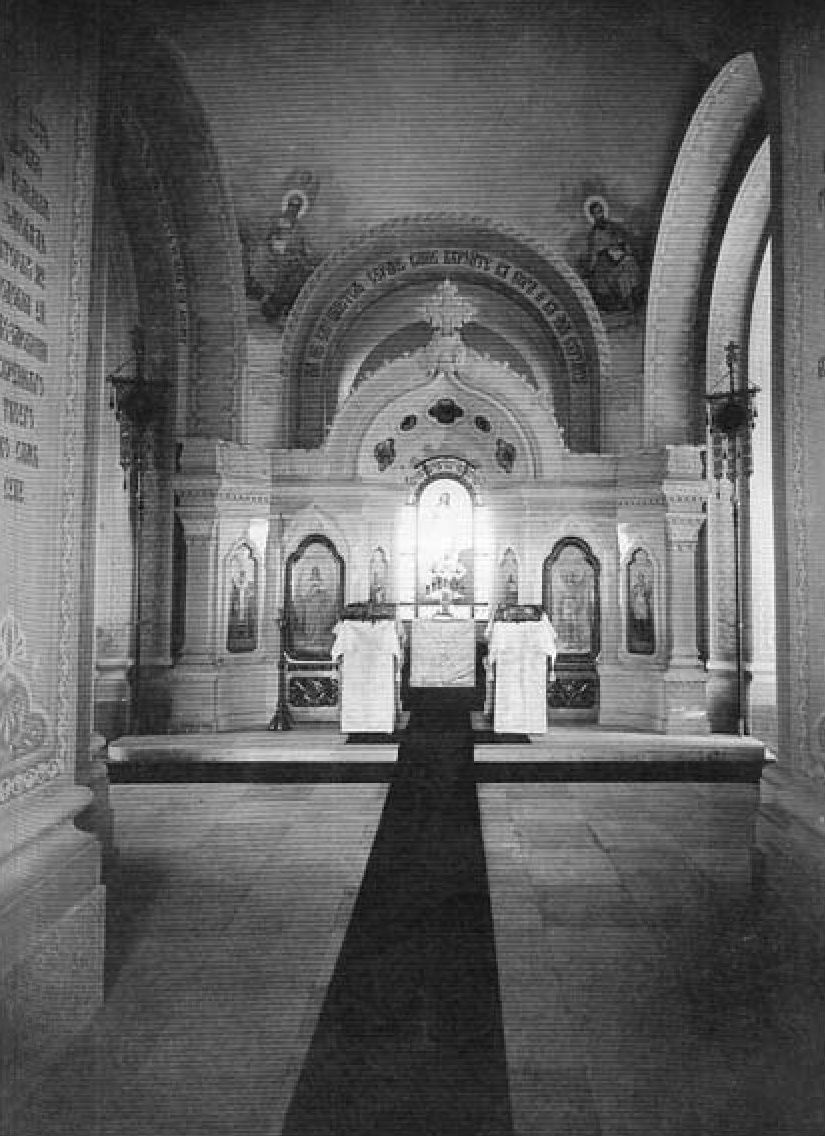
Интерьер храма-памятника

Храм-памятник был построен в русском стиле с использованием гранита. Квадратный в плане трёхъярусный храм имел высоту более 46 метров. На первом ярусе находилась большая дверь, к которой вела лестница. Вход в храм был оформлен двумя полукруглыми арками. Слева и справа от входа на стенах находились изображения русских святых: Владимира и Александра Невского. По обе стороны от входа размещались две лестницы, ведущие на второй ярус. Там располагалась металлическая дверь, украшенная полукруглыми арками. Высокая центральная часть памятника выполняла функцию колокольни. Она была декорирована зелёным камнем, переливающимся на солнце. Купол напоминал московский храм Василия Блаженного.
В подвальной части храма-памятника располагался склеп, где были похоронены около 5000 русских солдат. В стены были вмурованы перенесённые с могил надгробия. Были установлены доски с именами погибших офицеров и датами сражений.
Стены храма-памятника расписывали выпускники Санкт-Петербургской Императорской Академии искусств: Эберлинг, Стягов, Белащенко, Потриков и Глущенко. Всего было выполнено 44 картины.
Территория храма-памятника была обнесена каменной стеной с боковыми башнями, напоминающей крепостную.